# Гражданская война в Ливонии (1297—1330)
Гражданская война в Ливонии 1297 — 1330 годов — серия военных столкновений, происходивших с 1297 по 1330 годы, в которой принимали участие две основные противоборствующие стороны — Рига и Ливонский орден. 
Ригу в этом затяжном конфликте поддержал рижский архиепископ, епископ Дерпта и глава Эзель-Викского епископства, на стороне которых выступали также римские понтифики и короли Дании. Против Ливонского ордена также выступили руководители Великого княжества Литовского и князь Псковской республики Давид Гродненский. Противостояние между Ригой и орденом приняло региональный характер.

## Причины войны
Одной из предпосылок для военных действий стало то, что Ливонский орден не был удовлетворён возрастающим влиянием рижского архиепископа в духовной и светской жизни Ливонии, а также своей ленной зависимостью от архиепархии. Также в ряде торгово-экономических и церковных вопросах рижскому иерарху подчинялись как куронские епископы, так и 4 прусских епископа, что также не устраивало рыцарей-крестоносцев. Первые вооружённые столкновения между войсками, подчинёнными архиепископу и войсками ордена состоялось на западном берегу озера Буртниекс в середине XIII столетия. Первым значимым выпадом против власти архиепископа стал факт дерзкого ареста Альберта II Зуэрбера вместе с домским пробстом Иоганном Фехте, которые были посажены в тюрьму в Зегевольдском замке и находились в заключении, пока не вынуждены были документально признать верховную власть ордена на ливонских территориях. Архиепископ Иоганн из Луне, более дружелюбно настроенный по отношению к ордену, в 1279 году проводил переговоры с посланниками правителя воевавших земгалов короля Намейса на территории рижского францисканского монастыря. Ничего конкретного он им не пообещал, и в результате отсутствия реальной военной помощи со стороны архиепископа орден одержал над земгалами убедительную победу. В 1289 году новый иерарх Иоганн II Фехте проводил новые переговоры с представителями земгалов, в которых призвал их к сдаче на милость победителя и прекращению силового сопротивления. Это примеры совместного сотрудничества двух ливонских феодалов, однако в это же время между ними возникали серьёзные разногласия, связанные с распределением экономического влияния на покорённых прибалтийских землях.

## Начало военных действий
Весной 1297 года на территории Риги-крепости состоялся первый вооружённый конфликт между орденским военным контингентом и рижскими бюргерами. Поводом для силового столкновения стало требование магистра Бруно снести возведённый над Двиной мост, который был построен для более удобной транспортировки товаров. Причины для столкновения были более глубоки, так как руководство Братства Христова не устраивало, что рижане основную прибыль от междугородней торговли забирают себе, поэтому магистр отдал приказ блокировать все подступы к Риге, выступив в роли инициатора конфликта. На время было заключено перемирие между рижанами и орденским комтуром и его рыцарями, однако за лето орден поспешил увеличить военный контингент в своей рижской резиденции (до 500 человек), которая тогда располагалась в подворье Святого Георгия (Jürgenshof) в замке Виттенштейн. В это время архиепископ Иоганн Шверин находился в отъезде. Рижане даже написали папе жалобу на действия ордена. В город приехали Бруно и Иоганн, которые призвали продлить срок перемирия до конца сентября. В сентябре орденский комтур спровоцировал ночной пожар в зернохранилищах рижских торговцев, а бюргеры в ответ разорили орденские склады за пределами крепости. В итоге после истечения срока перемирия 30 сентября 1297 года рижане совершили организованное нападение на орденский замок и захватили его в короткий срок. Архиепископ принял решение не вмешиваться в схватку. На крыши соседних зданий (в том числе и церковь Святого Петра) были помещены катапульты, которые стреляли каменными ядрами и наносили ущерб орденскому форпосту. Бюргеры заключили соглашение с Эзель-Викской епархией и куронским епископом о совместных военных действиях против ордена. Магистр Бруно отправился в военный поход против Эзеля и в ходе экспансии взял епископские крепости в Хаапсалу, Лоде и Леале.

## Захват архиепископа Иоганна; битва при Торейде
Рижский рат и архиепископ Иоганн III заключили договор с литовской короной, в результате чего князь Витень решил вмешаться и помочь бюргерам выстоять в борьбе с Ливонским орденом. Иоганн Шверин в переговорах с литовским великим князем пообещал ему в случае успешного разрешения военного конфликта передать все земли в Семигаллии, ранее бывшие в подчинении у орденского братства. Также речь шла о передаче литовцам земель древнего латгальского государства Ерсика, в частности, земли, подчинённые фогту Розиттена и комтуру Динабурга. Однако Бруно приступил сам к военным действиям, в 1298 году заняв Кокенгаузен, один из главных оплотов архиепископского могущества, а также войскам ордена удалось захватить Торейду, в которой скрывался сам архиепископ Иоганн. Архиепископ, не ожидавший нападения, был взят в плен и препровождён в орденскую крепость в Феллине (Эстляндия). Великий князь Витень отправился в поход против ордена совместно с войском, собранным рижскими бюргерами, намереваясь захватить и разорить Феллин, однако, довольствуясь захватом и разрушением орденского замка в Картхузене (недалеко от современно города Каркси-Нуйа), взяли богатую добычу. На обратном пути на литовское войско неожиданно напала армия под предводительством магистра Бруно; сражение состоялось 1 июня 1298 года в лесах Торейды и закончилось полным поражением воинства Христова, в результате чего пал сам магистр и его ближайшие соратники (22 рыцаря и примерно 1500 вассальных воинов). Литовцы, будучи опытными воинами, потеряли 800 человек.

## Нападение на Нейермюлен; временное перемирие
Итог этого сражения придал смелости войскам бюргерского ополчения и воинам архиепископа, которые 28 июня 1298 года совместно осадили орденский замок в Букултах (Нойермюлен). Тем не менее нападение было успешно отражено орденскими защитниками, а рижане потеряли во время атаки около 400 человек. Комтур Кенигсберга Бертольд фон Бригафен разбил литовское войско, опустошил владения архиепископа 29 июня, забрав из замка, принадлежавшего архиепископу дорогие вещи на общую сумму 6000 марок. Вскоре орденский комтур предпринял набег на литовские земли, а Бертольду помог его соратник комтур Бранденбурга. Всё это время архиепископ пребывал в плену, а рижский домский капитул с целью освобождения своего сюзерена даже обратился к королю Дании Эрику VI Менведу, который пообещал оказать помощь за вознаграждение, но так ничего и не предпринял. Вскоре новый магистр Готфрид фон Рогге поспешил добиться частичного перемирия с архиепископом, чтобы не допустить дальнейшей экспансии со стороны внешних врагов (литовцев).

## Отъезд архиепископа Иоганна
В это время папа Бонифаций VIII потребовал прибытия представителей всех конфликтующих сторон в Рим 12 января 1299 года и дипломатическими методами добился освобождения архиепископа Иоганна Шверина. В 1300 году Иоганн отправился в Рим для того, чтобы лично представить обвинительное заключение против политики ордена, но по пути неожиданно умер.
Эзельский епископ Конрад также решил подать жалобу на неподобающее поведение ордена, который регулярно грабил территории Эзеля, разорял и опустошал церкви епархии, крал церковную утварь и безнаказанно убивал людей. Аналогичный протест против действий ордена подал епископ Куронии. Новый рижский архиепископ Изарнус прибыл в Ригу в 1302 году и предпринял безуспешную попытку помирить две враждующие стороны. Следующий архиепископ Йенс Гранд был увлечён внутренним противоборством с королём Дании и вообще ничего не сделал для предотвращения новых столкновений в Ливонии. В 1304 году архиепископом в Риге был назначен монах францисканского ордена из Чехии Фридрих Пернштейн, который прибыл в Ливонию и активно поддержал рижан в противостоянии с орденом. Для того, чтобы установить контроль над водными торговыми путями по Даугаве, орден за 4000 марок в 1305 году приобрёл Дюнамюндский монастырь, принадлежавший цистерцианцам. Этот монастырь подвергся набегу и разграблению со стороны литовского войска в 1303 году. На его территории рыцарями был построен замок для орденского командора. Летом 1306 года архиепископ Фридрих вынужден был оставить Ригу и отправиться ко двору понтифика в Авиньон.

## Контроль литовцев над водным торговым путём
В это время жители Риги позволили литовскому войску (приблизительно 1000 воинов) создать хорошо укреплённый лагерь в пригороде, который традиционно именовался «литовским замком». Вооружённые подразделения Великого княжества Литовского фактически установили контроль над водными торговыми путями по Двине в сторону немецкой крепости Динабург, а с 1307 года они контролировали движение торговых судов до самого Полоцка. Путь из Риги в Полоцк находился до этого (с 1290 по 1307 год) под контролем ранее дружественного по отношению к Литве рижского архиепископа и его вассалов. Однако 2 июля 1307 года после упорного сражения под Ригой войско Ливонского ордена под командованием магистра Готфрида фон Рогге одержало убедительную победу над литовскими воинами, которые потеряли в бою примерно 1000 человек.

## Вмешательство папы; Франциск де Молиано
Архиепископ Фридрих Пернштейн тем временем подаёт официальную жалобу папе Клименту V на произвол, который позволял себе Ливонский орден, и понтифик даёт указание своему приближенному капеллану Франциску Молиано провести тщательное расследование всех злоупотреблений. Франциск на тот момент являлся папским легатом, уполномоченным расследовать особо важные дела. В 1312 году Франциск вместе с архиепископом Фридрихом Пернштейном прибывают в Ригу. Допрошенные Франциском свидетели негативно отзывались о деятельности ордена, указывания на многочисленные бесчинства при обращении местных жителей в христианскую веру и в злодеяниях и произволе по отношению к новокрещённым, а также в агрессии против вассалов архиепископа. По итогам расследования папский легат объявил обвинительный приговор Братству Христову, а в июле 1310 года папа издал буллу против Ливонского ордена. Однако вскоре после рассмотрения орденской апелляции в 1312 году приговор был отменён. По всей видимости, на отмену приговора и прекращение делопроизводства повлияли богатые подношения, преподнесённые новому папскому посланнику, прибывшему в Ригу. Официальная Рига и капитул Домского собора были разочарованы отменой церковного наказания ордену, будучи недовольными тем, что Дюнамюнде и окрестности по-прежнему находились в руках у Ливонского ордена.

## Заключение Сигулдского союза
В 1313 году всё же при посредничестве эзельского епископа и магистратов Дерпта и Ревеля удалось заключить временное соглашение о прекращении боевых действий. В 1314 году со стороны папской курии последовало официальное требование к Ливонскому ордену вернуть во владение архиепископа все замки и угодья, захваченные за годы военных действий орденскими воинами по Ливонии и Куронии. Пять вассалов Фридриха Пернштейна были приглашены в Рим для разъяснения ситуации. В то же время в 1316 году орден, который возглавлял Герхард фон Йорк, опередил соперника и заключил сепаратное соглашение с вассалами рижского архиепископа, рижского Домского капитула с тем, чтобы ослабить позиции архиепископа по всей Ливонии и оставить его без верных союзников. Соглашение получило название Сигулдского (Зегевальдского) союза. Архиепископ Фридрих даже не знал поначалу о тайном заключении договора и об измене со стороны своих вассалов. В этом же году рижане, недовольные заключением предательского соглашения и собрав средства, предприняли организованное нападение на наружные укрепления орденской крепости в Дюнамюнде. Нападение, однако, не было полностью успешным. Тем не менее, часть поселения вокруг крепости удалось предать огню, а рыцари, верные орденскому наместнику, вынуждены были спасаться бегством от неминуемой расправы. Однако Дюнамюнде осталось в руках Йорка.

## Суд Иоанна XXII
После долгого и богатого на интриги конклава новый папа Иоанн XXII приказал архиепископу Фридриху, магистру Ливонского ордена фон Йорку и великому магистру Тевтонского ордена Карлу фон Триру явиться в Авиньон для прямого очного судебного разбирательства. В 1319 году, вероятно, после получения взятки, папский суд признал, что крепость в Дюнамюнде правомерно находится во владении Ливонского ордена.

## Участие Пскова и Новгорода; мир с Гедимином
В 1322 году рижский архиепископ и рижане тем не менее обратились за поддержкой к Гедимину, войска которого вторглись во владения ордена и опустошили окрестности, угнав в плен около 1000 человек, нанеся владениям ордена существенный урон. Литовский великий князь Гедимин стремился заключить с рижанами политический союз и наладить более тесные торговые отношения. Литовцев поддержали воины Псковского княжества. Орден в ответ на готовящийся против него альянс в лице магистра Конрада Кессельхута заключает договор с Новгородской республикой для баланса сил. По поручению Конрада комтуры Вендена и Дюнамюнде отправляются для переговоров с новгородской военной верхушкой для создания прочной военной коалиции против литовцев, псковского князя Давида Гродненского и рижских бюргеров. В феврале 1323 года псковское регулярное войско под управлением Давида Гродненского, выполняя условия соглашения, осуществляет вторжение в орденские земли и подвергает жестокому опустошению все подвластные ему земли вплоть до Ревеля. Конрад Кессельхут, раздосадованный потерями, к весне собирает войско и осаждает Псков, но ни в марте, ни в мае 1323 года ему не удаётся взять укреплённый русский город. После завершения военного похода к Пскову на выручку осаждённым прибывает мощная объединённая псковско-литовская рать вместе с князем Давидом, которая в сражении разбивает ливонских крестоносцев и грабит их обоз. Ливонский орден всё же вынужден заключить перемирие с Псковской вечевой республикой, но в это время в Землю Святой Марии вторгается Гедимин, разоряющий обширную территорию от Мемеля до Семигаллии и угоняя огромное число пленных. Видя, что литовское войско объективно сильнее, противоборствующие стороны (Конрад Кессельхут, Фридрих Пернштейн, епископы Эзеля и Дерпта, наместник Ревеля и представители рижского магистрата) решают отправить к Гедимину своих посланников с просьбой о мире. В итоге посланники были тепло приняты великим князем и 2 октября 1323 года он заключил с ними почётное (для себя) перемирие.

## Возобновление военных действий; победа Ордена
Военные действия возобновились только 23 июня 1328 года, когда жители Риги снова осадили крепость в Дюнамюнде и снова сожгли поселение орденских соратников, которые проживали в окрестностях. В свою очередь, магистр Ливонского ордена отдал приказ о блокаде Риги. В сентябре 1328 года рижский рат снова отправил посланника с просьбой о помощи к новому Великому князю Литовскому Гедимину. Литовские войска вторглись во владения Ливонского ордена и принялись разорять имения, принадлежавшие орденским вассалам. Были разорены форпосты в Кархузен, Хельмете и в других местах. В 1329 году магистр Эберхардт фон Монгейм, имея превосходство в военной силе, принял решение осадить город и прервать поставки продуктов питания бюргерам, тем самым создав невыносимые условия. Магистр хотел принудить рижан к сдаче и подписанию выгодных для себя условий капитуляции. С октября 1329 года по март 1330 года рижане испытывали суровый голод и только в конце марта они вынуждены были просить о сдаче. 30 марта 1330 года, в день Святой Гертруды, под нажимом ландмаршала Ливонского ордена рижский рат подписал договор о мире и тем самым признал своё поражение и восстановление орденской власти над городом. Магистрат признал верховенство ордена и повелел даже снести крепостные стены и городские ворота в знак своего смирения. Затем магистр фон Монгейм даровал рижанам свои привилегии (15 августа 1330 года) и вместе с тем отдал приказ начать строительство новой крепостной стены вдоль Даугавы за пределами городского поселения.

## Дальнейшие столкновения
Несмотря на видимую победу ордена, которая была юридически закреплена, столкновения продолжались на протяжении всего XIV века. Папа Иоанн в 1332 году, судя по всему, получив вознаграждение от доверенных лиц архиепископа, потребовал от ордена, чтобы тот передал во владения архиепископа и вассалов все имения и замки, отобранные орденом в ходе противостояния. В 1351 году по просьбе папы Климента VI шведский король Магнус Эрикссон взял рижское архиепископство под своё покровительство (в том числе и архиепископа Бромхольда Фюнфгаузена лично). В 1360 году папа Иннокентий VI решил признать верховную духовную и светскую власть архиепископа над Ригой, но зато позволил ордену сохранить контроль над всеми источниками экономического обогащения как в городе-крепости, так и в Рижском патримониальном округе. Рижские архиепископы по-прежнему стремились найти противовес орденской агрессии в Литве, периодически обращаясь за помощью к южным соседям. Именно поэтому орденские рыцари всеми силами пытались нарушить дипломатические и военные связи архиепископов Риги и литовцев. В то же время всё большее влияние в политической жизни земли Святой Марии приобретал торговый союз между Ригой, Ревелем и Дерптом в рамках ганзейской Ливонской четверти. Представители магистратов этих крупных торговых городов начали практиковать особые собрания (Städtetag), на которых координировали свою политическую и экономическую деятельность в противовес политике основных торговых конкурентов в этом регионе.